# Lợn peccary Gran Chaco
Lợn peccary Gran Chaco hay còn gọi là tagua (Catagonus wagneri) là một loài lợn thuộc họ lợn lòi peccary sinh sống tại khu vực địa lý Gran Chaco thuộc Paraguay, Bolivia, và Argentina. Khoảng 3000 cá thể tồn tại trên thế giới. Loài này có họ hàng gần với loài thuộc chi Platygonus đã tuyệt chủng.

## Hành vi
Lợn peccary Gran Chaco thường di chuyển theo đàn lên tới 20 cá thể. Chúng hoạt động vào ban ngày, đặc biệt là vào buổi sáng khi chúng thích di chuyển nhất. 

## Môi trường sống
Lợn peccary Gran Chaco có phạm vi phân bố giới hạn ở những vùng khô và nóng, nơi chủ yếu có các loài thực vật mọng nước vùng thấp và bụi gai, lợn peccary Gran Chaco phan bố trên khu vực có diện tích khoảng 140.000 km2. Lợn peccary Chacoan đã phát triển các khả năng thích nghi như xoang phát triển tốt để chống lại điều kiện khô ráo, bụi bặm. Bàn chân của chúng cũng nhỏ, giúp chúng có thể di chuyển dễ dàng giữa các loài thực vật có gai.

## Hình ảnh

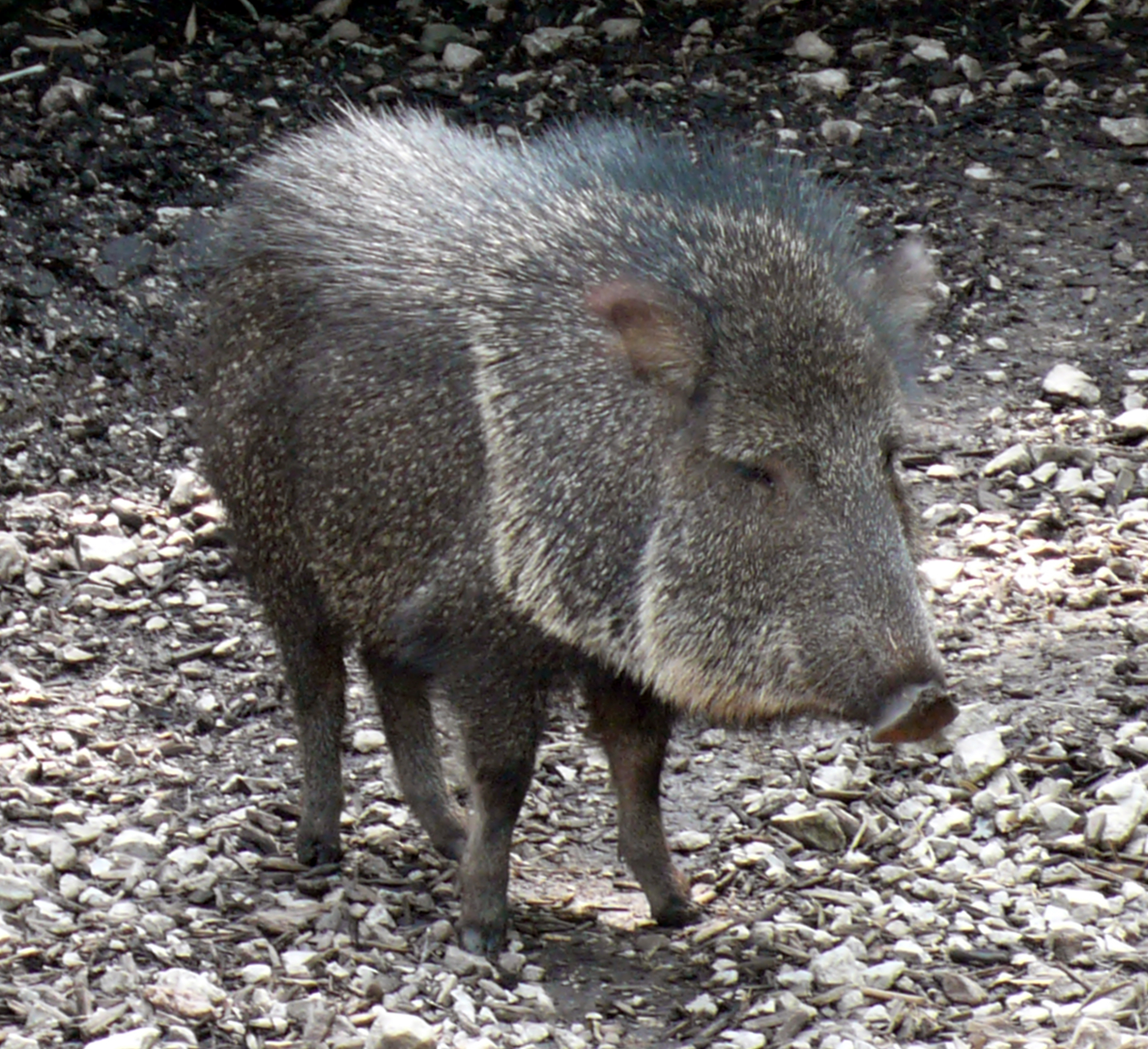
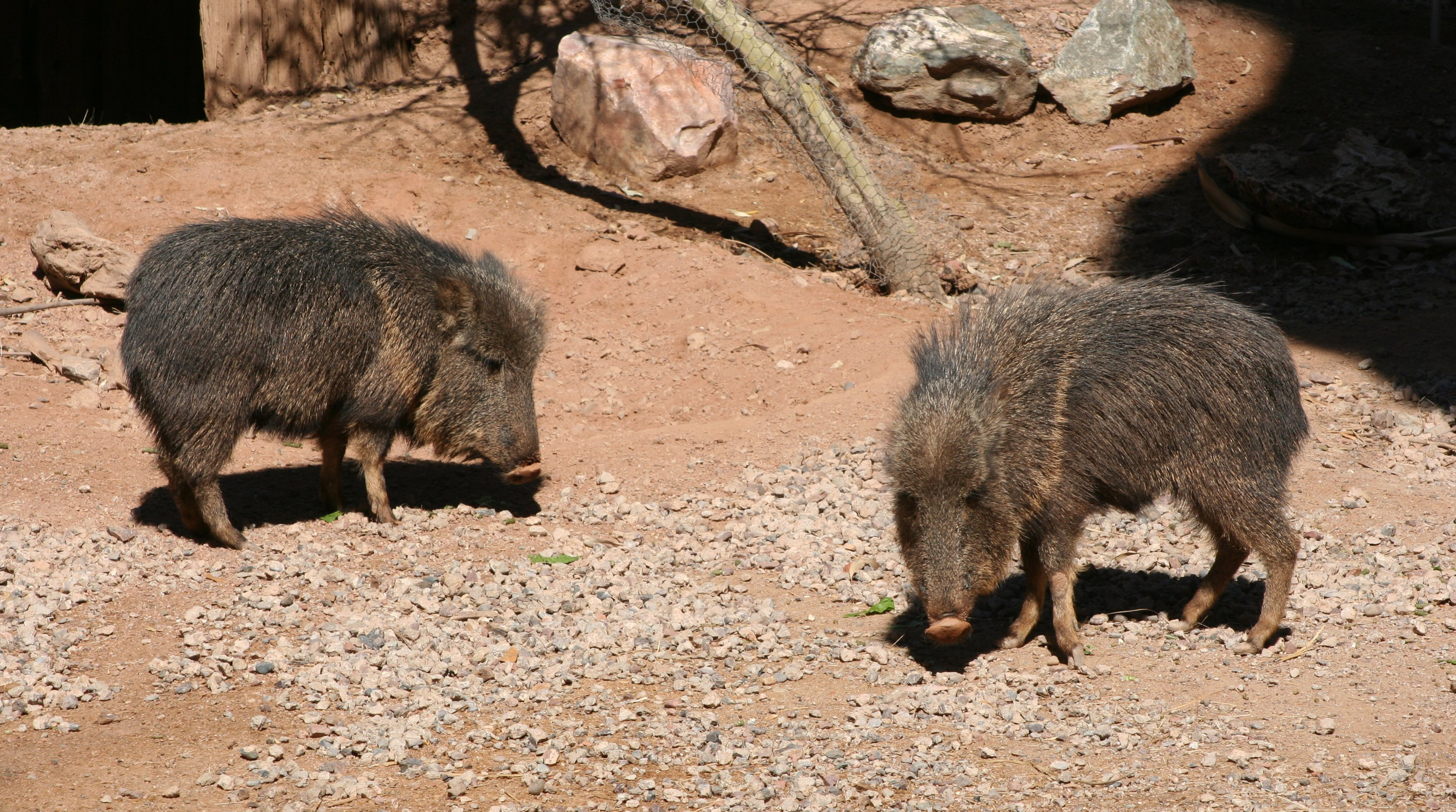
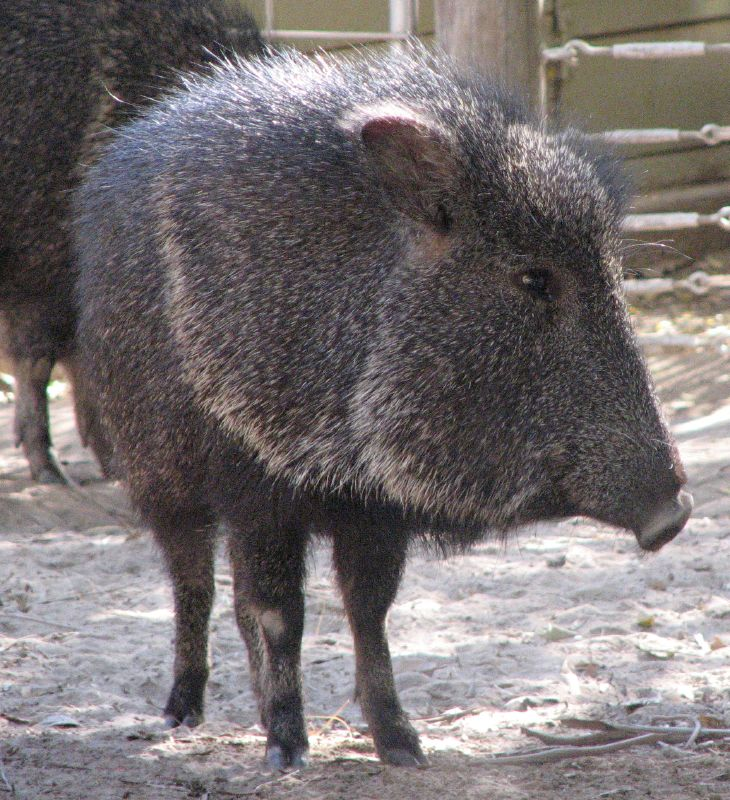
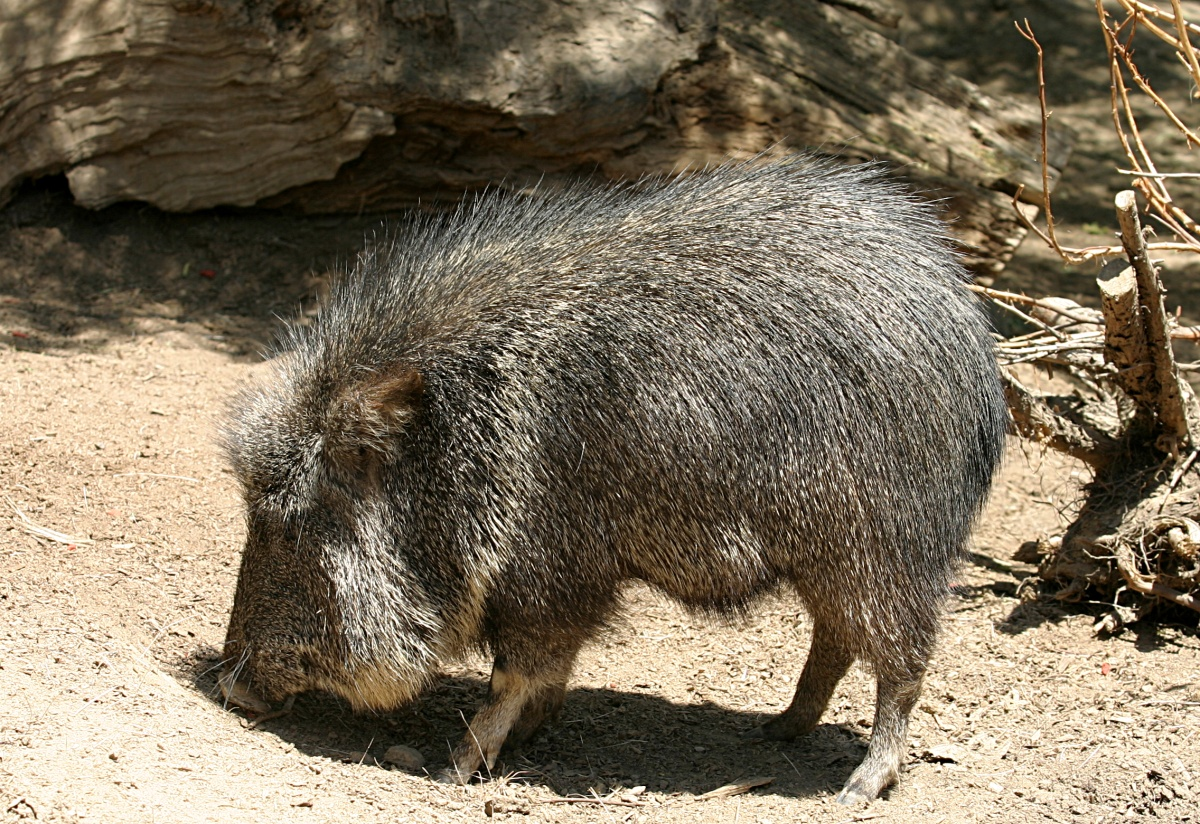